# Greenfield & Cook
Greenfield & Cook was een muziekduo, gevormd door Rink Groenveld (14-12-1948) en Peter Kok (voluit Kok de Goey, 30-11-1949) uit Den Haag, beiden ex-Hurricanes en sinds 1967 als duo onder de naam Popshop. In 1969, gingen ze verder onder de naam Greenfield & Cook. Ze worden soms de Nederlandse Simon and Garfunkel genoemd.
In 1970 scoorden zij met The End hun eerste tipparade-notering. De plaat werd geproduceerd door Jaap Eggermont. Ze hadden een aantal hits waaronder Only Lies, Don't Turn Me Loose, Melody, Where en Easy Boy. In 1973 ontvingen zij de Zilveren Harp van Conamus. Na in totaal zeven hitnoteringen gingen Greenfield & Cook in 1974 uit elkaar. 
Na de scheiding begonnen beiden een solocarrière die nauwelijks geslaagd te noemen is. Groenveld werkte onder meer met de groep Holland. Peter Kok deed in 1977 mee aan het Nationale Songfestival met het liedje Pinokkio. Hij werd manager van Euson en verruilde in 1977 Apeldoorn voor Amerika. Toen succes uitbleef vertrok hij een jaar later naar Chili om eigenaar van een Chileense platenmaatschappij te worden.
Rond 2014 keerde Kok terug naar Nederland, waar hij in 2015 een nieuw duo vormde met Ronn van Etten onder de naam Newfield & Cook. Newfield en Cook bracht een EP uit met twee Greenfield & Cook nummers en twee nieuwe nummers van het duo: "Good Ol' Sweet Country Feeling" (Ronn Van Etten), een nummer van het album "All Sorts ... One Guy" van Ronn van Etten dat eerder dat jaar uitkwam, en "When You Leave Me Behind" (Peter Kok), geproduceerd door Ronn van Etten.
Rink Groenveld woont al lange tijd in Zuid-Frankrijk, tegenwoordig de Dordogne.

## Discografie

### Albums
| Album met eventuele hitnotering(en) in de Nederlandse Album Top 100 | Datum van verschijnen | Datum van binnenkomst | Hoogste positie | Aantal weken | Opmerkingen   |
| ------------------------------------------------------------------- | --------------------- | --------------------- | --------------- | ------------ | ------------- |
| Greenfield & Cook                                                   | 1972                  | 08-04-1972            | 6               | 8            |               |
| Second Album                                                        | 1973                  | -                     | -               | -            |               |
| The Best of Greenfield & Cook                                       | 1974                  | -                     | -               | -            | Verzamelalbum |
| Greenfield & Cook / Second Album                                    | 2012                  | -                     | -               | -            |               |
| The Golden Years of Dutch Pop Music                                 | 2017                  | 11-02-2017            | 60              | 1            | Verzamelalbum |

### Singles
| Single met eventuele hitnotering(en) in de Nederlandse Top 40 | Datum van verschijnen | Datum van binnenkomst | Hoogste positie | Aantal weken | Opmerkingen                                                   |
| ------------------------------------------------------------- | --------------------- | --------------------- | --------------- | ------------ | ------------------------------------------------------------- |
| The End                                                       | 1970                  | -                     | tip 6           | -            | B-kant: Lucille                                               |
| A Day Begins                                                  | 1971                  | 01-05-1971            | 13              | 7            | Nr. 8 in de Single Top 100 / B-kant: Colourful Place          |
| Only Lies                                                     | 1971                  | 25-09-1971            | 4               | 14           | Nr. 6 in de Single Top 100 / B-kant: Your Return              |
| Don't Turn Me Loose                                           | 1972                  | 25-03-1972            | 6               | 8            | Nr. 5 in de Single Top 100 / B-kant: Going Home               |
| Where                                                         | 1972                  | 03-06-1972            | 12              | 6            | Nr. 16 in de Single Top 100 / B-kant: It's Up to You (Part 1) |
| Melody                                                        | 1972                  | 11-11-1972            | 17              | 6            | Nr. 14 in de Single Top 100 / B-kant: Senta                   |
| Easy, Boy (And We All Prayed Together)                        | 1973                  | 30-06-1973            | 8               | 8            | Nr. 7 in de Single Top 100 / B-kant: Every Single Night       |
| Far Too Late                                                  | 1973                  | 13-10-1973            | 27              | 4            | B-kant: Child of the Morning Dew                              |
| Maybe A Lifetime                                              | 1974                  | -                     | tip 4           | -            | B-kant: Mr. Music Man                                         |
| Sunny California                                              | 1977                  | -                     | -               | -            | B-kant: Fly Me                                                |

### NPO Radio 2 Top 2000
| Nummer met noteringen in de NPO Radio 2 Top 2000 | '99  | '00  | '01  | '02  | '03  | '04  | '05  | '06  | '07  | '08  |
| ------------------------------------------------ | ---- | ---- | ---- | ---- | ---- | ---- | ---- | ---- | ---- | ---- |
| Only Lies                                        | 1409 | 1220 | 1533 | 1744 | 1406 | 1643 | 1368 | 1950 | 1850 | 1661 |

1. ↑  Een vetgedrukt getal geeft de hoogste notering aan.
2. ↑  Deze tabel is bijgewerkt tot en met de laatste editie (2024).